# 페피안 (과테말라 음식)
페피안(스페인어: pepián)은 과테말라의 전통 스튜이다. 치말테낭고 지역에 거주하던 마야(칵치켈) 음식에 그 기원을 두는 아메리카 원주민 요리이며, 과테말라의 국민 음식으로 여겨진다.

## 이름
스페인어 "페피안(pepián)"의 어원은 "초(여기서는 고추)"를 뜻하는 라틴어 "피페르(piper)"에서 나온 "페파(pepa)"일 것으로 추정된다. 동원어로 멕시코 스페인어 "피피안(pipián)"이 있다.

## 만들기
호박 씨를 계피, 정향, 참깨 등 향신료와 볶아 간 것을 건고추(보통 과케고추나 파사고추를 쓰지만, 없을 경우에 안초나 과히요, 파시야 등 멕시코 건고추가 쓰이기도 한다.)와 그슬린 토마티요, 플럼토마토, 피망 등 채소와 함께 갈아 양념을 만든다. 고기(주로 닭고기)를 닭육수, 마늘, 양파, 오레가노, 후추, 소금 등과 조리하다가, 갈아 만든 양념을 넣고 풋강낭콩, 감자, 당근 등 채소를 넣어 익혀 낸다.

## 사진

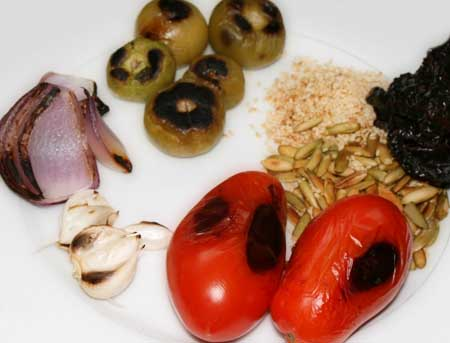
페피안 재료
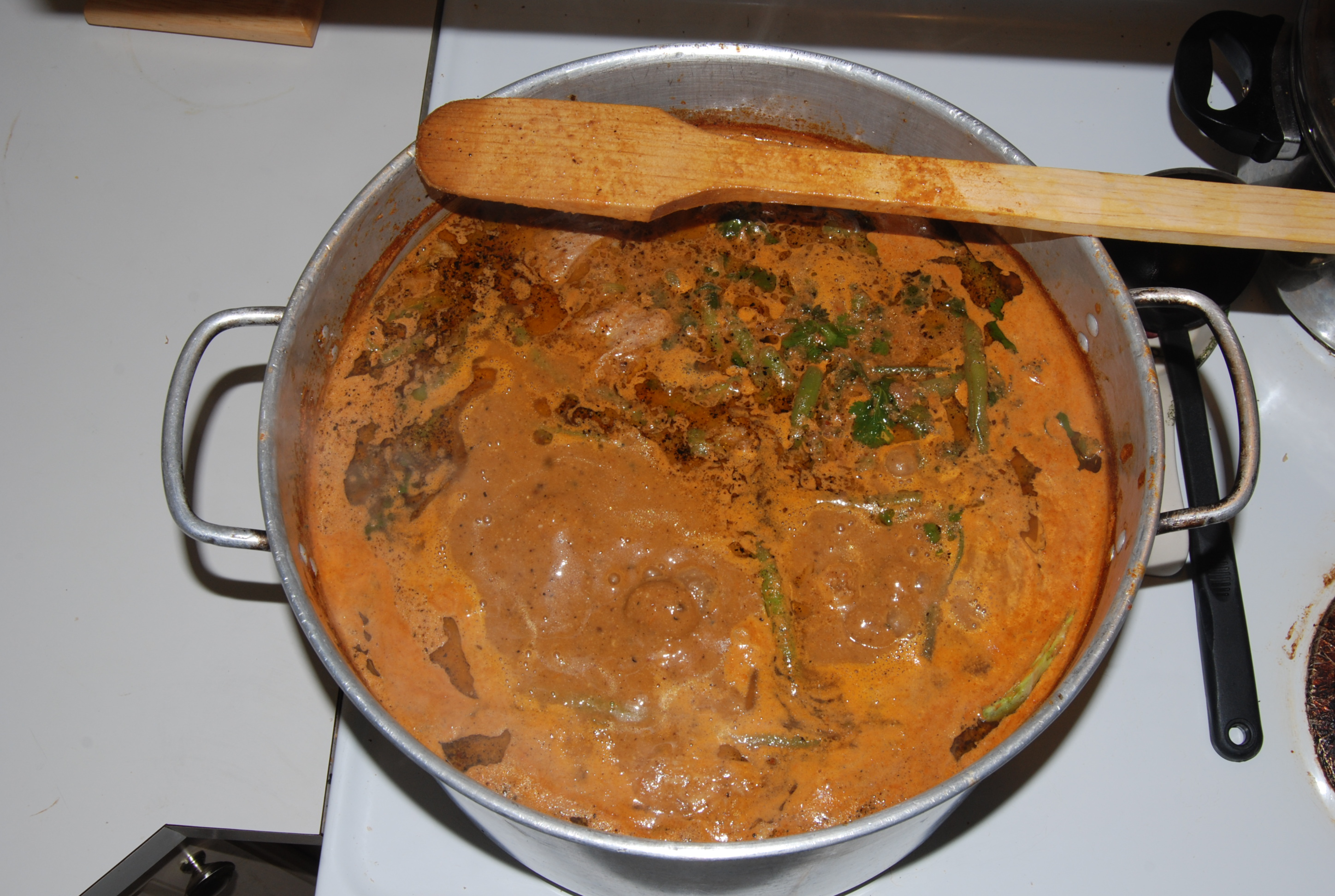
페피안을 끓이는 모습

## 같이 보기
- 피피안